# Samostan Haričavank
Samostan Haričavank (armensko: Հառիճավանք, prevedeno kot Harijavank ali Haričavank) je armenski samostan iz 7. stoletja, ki stoji v bližini vasi Harič (armensko: Հառիճ) v provinci Širak v Armeniji. Vas leži 3 km jugovzhodno od mesta Artik.

## Zgodovina in opis
Haričavank je med najbolj znanimi samostanskimi središči v Armeniji, še posebej pa je znan po svoji šoli in skriptoriju. Arheološka izkopavanja iz leta 1966 kažejo, da je Harič obstajal v 2. stoletju pred našim štetjem in je eno najbolj znanih utrjenih mest v Armeniji.
Najstarejši del tega armenskega samostana je cerkev svetega Gregorja Razsvetitelja. Gre za kupolasto strukturo v kategoriji tako imenovanih cerkva v slogu Mastare (poimenovane po cerkvi sv. Janeza (sv. Hovhanes) iz 5. stoletja v vasi Mastara na južnem delu Širaka). Datum ustanovitve samostana ni znan, vendar je bil zgrajen najpozneje v 7. stoletju, ko so postavili cerkev svetega Gregorja.
Stolnica Matere Božje (Սբ Աստվածածին), ki dominira nad samostanskim kompleksom, ki so jo zgradili po ukazih Zakare Zakarjan, Amirspasalar (glavni poveljnik) in princ, ki je v 13. stoletju skupaj z bratom Ivanom Zakarian vladal Vzhodni Armeniji. Princ Zakare začne graditi stolnico potem ko je kupil Harič od rodbine Pahlavuni.
Stolnica je cerkev v obliki križa z dvonadstropnimi zakristijami v vsakem od štirih krakov stavbe. Visok 20-stranski boben kupole je v izvirnem slogu. Prvotno s šotorasto streho je na svojih ploskvah pridobil trojne stebre in velike rozete na slopih, ki skupaj z robovi tvorijo nenavaden dekorativni okvir približno na sredini višine bobna. Kasneje je bil na enak način okrašen tudi kupolast boben samostana Gandzasar (1216–1238).
Na vzhodni fasadi stolnice je reliefna rezbarija, ki prikazuje brata Zakarjan, ki imata v rokah model cerkve. To temo lahko najdemo v mnogih drugih armenskih cerkvah tistega časa, npr. na spominski stolnici samostana Dadivank v Gorskem Karabahu, pa tudi na glavnih sanahinskih cerkvah in samostanu Hagarcin v Armeniji. Relief je bil leta 1895 pokrit z marmorno ploščo z Marijo; ko so ploščo odstranili, se je spodaj pokazala originalna rezbarija.
Haričavanska stolnica spada v kategorijo cerkvenih stavb Gandzasarskega sloga, ki so bile zgrajene istočasno v različnih delih Armenije in so bile obdarjene s podobnimi kompozicijskimi in okrasnimi značilnostmi (še en primer - stolnica samostana Hovhanavank) . Ta slog vsebuje kupolo v obliki dežnika, križni tloris, narteks (pogosto s stropom okrašenim s stalaktiti) in visoki relief velikega križa v enem zidu cerkve.
Privilegij, ki so ga knezi podelili samostanu, je prispeval k temu, da je postal veliko kulturno in razsvetljensko središče srednjeveške Armenije. Konec 12. in v začetku 13. stoletja sta bila zgrajena dva monumentalna gavita (v srednjeveškem armenskem samostanu je služil kot narteks, mavzolej in zbornica). Večji gavit meji na zahodno pročelje stolnice in je povezan s severno apsido cerkve svetega Gregorja. To je pravokotna zgradba, podprta s štirimi stebri, s stalaktitno rezbarijo v osrednjem delu stropa.
V 800 letih je bil samostan večkrat obnovljen. Škode, ki so mu bile povzročene, so bile popravljene, v različnih časih pa so bile dodane majhni dodatki in kapele. Večja od teh sega v drugo polovico 19. stoletja, ko je Harič leta 1850 izvedel poletno srečanje katolikosov Ečmiadzinu. Prostori samostana so se razširili proti severu in bili obdani z obzidjem in stolpi. Postavljene so bile nove eno- in dvonadstropne zgradbe: katolikosove pisarne, refektorij s kuhinjo in pekarno, šola, prenočišče za redovnike in privržence, gostišče, trgovine in prostor za živino. Na dvoriščih je bilo posajeno zelenje.
Južno od samostana, na strmem klifu, stoji puščavnikova kapela. Na pokopališču so ruševine majhne enoladijske bazilike iz 5. stoletja z dodatki na straneh oltarne apside in zanimivimi nagrobniki z okrašenimi ploščami iz 5. do 6. stoletja (zdaj v Armenskem državnem zgodovinskem muzeju v Erevanu.

## Galerija
- Haričavank
- Pogled na gavit samostana
- Zapleten vzorec na timpanonu nad zadnjim portalom
- Cerkev sv. Matere Božje (1201)
- Kupola cerkve sv. Matere Božje (1201)
- Haričavank